# Control biológico

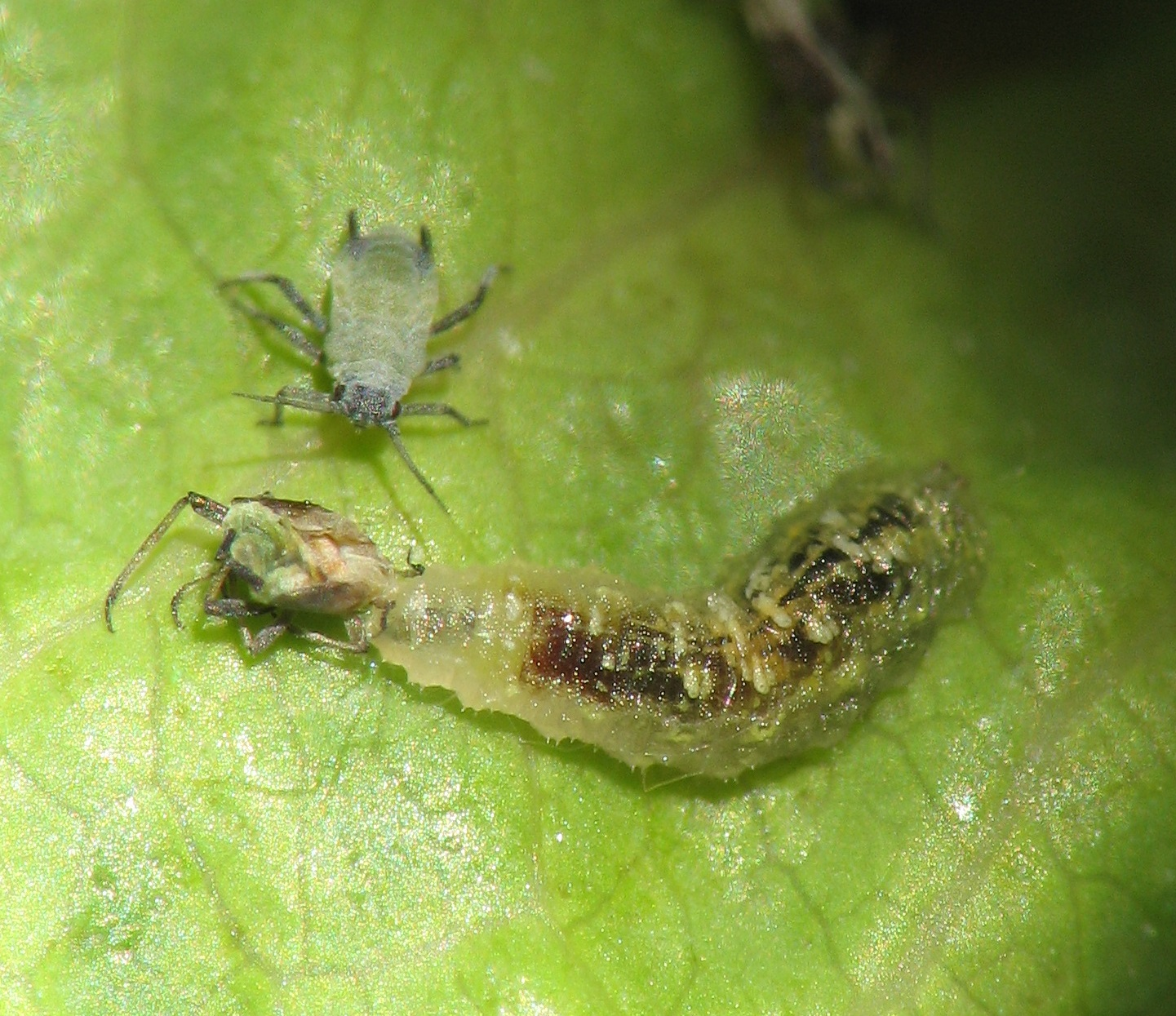
Larva de mosca Syrphus alimentándose de pulgones.

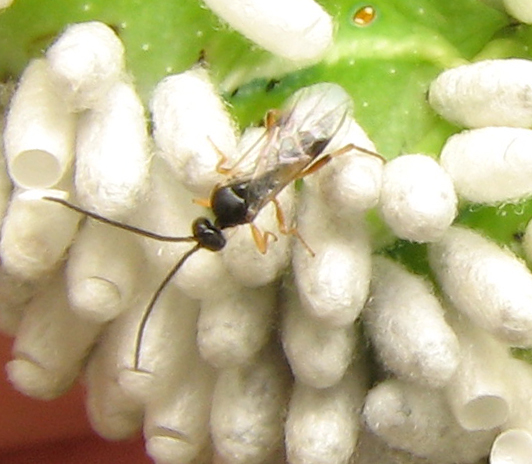
Avispa parásita Cotesia congregata en gusano del tabaco Manduca sexta.

El control biológico es un método de control de plagas, enfermedades y malezas que consiste en utilizar organismos vivos con objeto de controlar las poblaciones de otro organismo.
Hay que tener en cuenta que su uso ha tenido significados diferentes a lo largo del tiempo; así, los fitopatólogos han tendido a usar el término para denotar métodos de control que incluyen rotación de cultivos, alteraciones del pH del suelo, uso de enmiendas orgánicas, etc. (Baker, 1985; Schrot & Hancock, 1985); otros investigadores diferencian un control biológico clásico del control biológico moderno donde se incluyen las técnicas de control por interferencia. Sin embargo, la definición más aceptada en la actualidad es la que han utilizado tradicionalmente los entomólogos: Es un método agrícola de control de plagas (insectos, ácaros, malezas, enfermedades de las plantas, etc.) que usa depredadores, parásitos, herbívoros u otros medios naturales. Puede ser un componente importante del control integrado de plagas y es de gran importancia económica para la agricultura.

## Concepto
El concepto de control biológico hay que diferenciarlo del control natural, que es el control que sucede en las poblaciones de organismos sin intervención del hombre y que incluye además de enemigos naturales la acción de los factores abióticos del medio. Por ello hay que entender el control biológico como un método artificial de control que presenta limitaciones especialmente en cuanto al conocimiento de los organismos afectados, lo que trae consigo una serie de ventajas e inconvenientes en su aplicación, sobre todo si se relaciona con los métodos químicos de control.
Entre los inconvenientes más importantes se encuentran:
1. Normalmente su aplicación requiere un planteamiento y manejo más complejo, mayor seguimiento de la aplicación, y es menos rápido y drástico que el control químico.
2. El éxito de su aplicación requiere mayores conocimientos de la biología de los organismos implicados (tanto del agente causante del daño como de sus enemigos naturales).
3. La mayoría de los enemigos naturales suelen actuar sobre una o unas pocas especies, es decir son altamente selectivos. Esto puede resultar una ventaja (como se comentará a continuación) pero en ocasiones supone una desventaja al incrementar la complejidad y los costes derivados de la necesidad de utilizar distintos programas de control.

A pesar de ello, también presenta una serie de ventajas que hace que este tipo de control se convierta en uno de los más importantes para la protección fitosanitaria. Entre ellas se pueden destacar (Barrera, 2006):
1. Poco o ningún efecto nocivo colateral de los enemigos naturales hacia otros organismos, incluso el hombre.
2. La resistencia de las plagas al control biológico es muy rara.
3. El control es relativamente a largo término, con frecuencia permanente.
4. El tratamiento con insecticidas es eliminado por completo o de manera sustancial.
5. La relación costo/beneficio es muy favorable.
6. Evita plagas secundarias.
7. No existen problemas de intoxicaciones.
8. Se le puede usar dentro del Manejo integrado de plagas (MIP).

## Historia
Charles Valentine Riley, es considerado el padre del control biológico de plagas en agricultura: la lucha contra la cochinilla acanalada (Icerya purchasi) fue uno de los mayores éxitos contra las plagas; las importaciones de  Rodolia cardinalis a los Estados Unidos entre 1888-1889 por Charles Valentine Riley, produjeron una importante reducción de las poblaciones de I. purchasi, salvando a la floreciente industria de los cítricos de California.

## Estrategias de control biológico
El control biológico puede llevarse a cabo a través de manera intencional, directa por parte del hombre o bien a través de acciones indirectas mediante el manejo de las interacciones existentes en el agroecosistema.
La lucha contra la mosca del olivo, Bactrocera oleae, por medio de una serie de agentes parasíticos proporciona ejemplos de una variedad de controles biológicos.
Cabe distinguir tres estrategias básicas de aplicación del control biológico:
importación e incremento, como resultado de la intervención directa del hombre y conservación como resultado de acciones indirectas. Algunos autores (Dent, 1995) definen dos estrategias adicionales al considerar al mismo nivel que las anteriores las estrategias de inoculación e inundación; sin embargo en este caso se va a seguir el esquema clásico, por lo que se considerarán estas dos últimas como tipos especiales dentro de la estrategia de incremento.

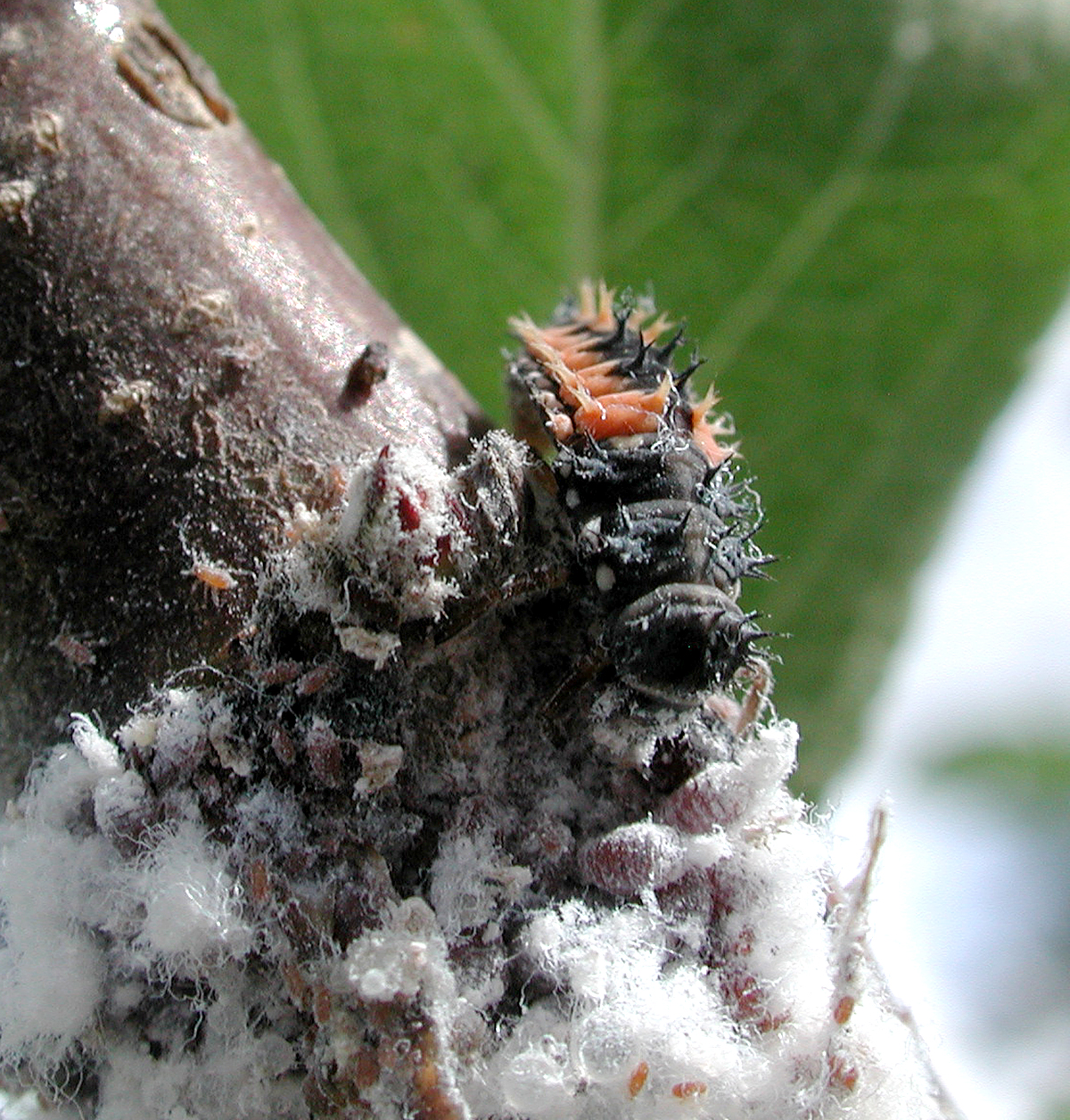
Larva de la mariquita Harmonia axyridis depredando a los áfidos fitófagos Eriosoma lanigerum.

### Importación
Se puede decir que el control biológico inició su desarrollo con el éxito obtenido en 1880 tras la importación a EE. UU. desde Australia del coccinélido Rodolia cardinalis para el control de una plaga exótica en América, la cochinilla acanalada Icerya purchasi. De esta forma se planteó la estrategia de importación como la introducción de un enemigo natural para el control de un agente exótico (no autóctono) productor de daños. La Norma Internacional para Medidas Fitosanitarias (NIMF) "Directrices para la exportación, el envío, la importación y liberación de agentes de control biológico y otros organismos benéficos" (NIMF n.º 3, 2005), proporciona lineamientos para la importación y utilización segura de ciertos enemigos naturales de las plagas (invertebrados y microorganismos). A pesar de la aparente sencillez del planteamiento de la estrategia de importación de agentes de control biológico, su puesta en práctica requiere una serie de pasos, en ocasiones sumamente especializados.
Desde sus inicios, la estrategia de importación de agentes de control biológico ha sido la más frecuentemente utilizada contra plagas introducidas en nuevas áreas y establecidas de forma permanente sin un complejo de enemigos naturales asociado; habiéndose introducido tanto invertebrados como vertebrados, así como también microorganismos en áreas agrícolas, naturales y urbanas.
La principal ventaja de la importación de agentes de control biológico es la posibilidad de obtener niveles de control permanentes, resultando, a pesar de la inversión inicial, una relación eficacia/costo muy favorable, que algunos autores estiman en una proporción de 30:1 (Cate, 1990), la más alta obtenida en cualquier sistema de control de organismos perjudiciales.
Recientemente, se está sugiriendo e incluso aplicando esta estrategia para el control de organismos perjudiciales nativos que no presentan enemigos naturales eficaces o cuando el control natural no es capaz de limitar las poblaciones a las densidades requeridas por la agricultura intensiva. Sin embargo, en la actualidad se discute la inconveniencia ecológica de introducir especies en lugares donde antes no existían. Por ello, la estrategia de importación sólo debe aplicarse para el control de organismos nocivos foráneos habiendo realizado previamente serios estudios ecológicos con objeto de evitar desplazamientos de los enemigos naturales autóctonos.

### Incremento
La estrategia de incremento consiste en aumentar artificialmente la población de enemigos naturales con objeto de producir una mayor tasa de ataque y con ello una disminución de la población del agente productor de daños; esta estrategia tiende a ser utilizada en situaciones donde el control natural está ausente o se encuentra a niveles demasiado bajos para ser efectivos.
Tradicionalmente, ha sido una técnica considerada prohibitiva en la mayor parte de las aplicaciones debido al elevado costo de producción y aplicación de las liberaciones de enemigos naturales; sin embargo, cada vez más aparecen empresas especializadas o administraciones públicas que ofrecen el material dispuesto para su liberación o aplicación a un costo que lo hace perfectamente viable. El gran éxito de esta técnica surge con los cultivos protegidos debido a que son sistemas cerrados, con problemas constantes, ambiente controlado y producción elevada tanto en cantidad como en valor económico.
En función de las características de aplicación y planteamiento del control es posible diferenciar dos tipos fundamentales: inoculación, con finalidad preventiva; e inundación, con finalidad curativa.
Inoculación: la inoculación es una estrategia utilizada cuando es posible una cierta permanencia del enemigo natural en el cultivo pero que es incapaz de vivir sobre él de forma permanente. Las liberaciones inoculativas se hacen al establecimiento del cultivo para colonizar el área durante el tiempo de permanencia del cultivo (o estación climatológica) y de esta forma prevenir los incrementos de la densidad del agente perjudicial.
Inundación: la estrategia de inundación consiste en liberaciones de un número muy elevado de enemigos naturales nativos o introducidos, generalmente patógenos, para la reducción de la población del agente dañino a corto plazo cuando la densidad alcanza niveles de daño económico. Esta estrategia es muy similar a la aplicación de productos fitosanitarios tanto en sus objetivos como en su formulación y aplicación.

### Conservación
La estrategia de conservación de enemigos naturales es la menos estudiada y la más compleja de las estrategias de control biológico, fundamentalmente debido a que, a diferencia de las anteriores, su aplicación se lleva a cabo a través del manejo de las interacciones del agroecosistema para potenciar la eficacia de los enemigos naturales autóctonos y de esta forma prevenir el ataque a niveles de daño económico de los agentes perjudiciales a las plantas cultivadas.
Para poder llevar a cabo esta estrategia es fundamental la existencia de enemigos naturales que lleven a cabo un control natural de la población que produce el daño, pudiendo actuar sobre los elementos del medio tanto modificando los factores que interfieren con las especies beneficiosas como realizando un manejo de los requerimientos ecológicos que necesitan las especies beneficiosas en su ambiente.

## Tipos de controles biológicos

### Plantas

#### Alelopatía
Es el estudio de la producción y secreción de sustancias, como fitohormonas, para establecer relaciones simbióticas o antagónicas entre plantas en un mismo cultivo. En otras palabras, es el estudio entre plantas que son afines o se repelen entre ellas con aleloquímicos.

#### Plaguicidas botánicos
Es el aprovechamiento de la producción de aceites esenciales o ferohormonas secretadas por las plantas en contra de plagas de hongos o artrópodos.
Son plaguicidas de origen vegetal, se puede utilizar en forma acuosa, infusión, o por extracción con compuestos orgánicos como alcoholes o acetonas. Para cultivos orgánicos se recomienda la aplicación en forma de extractos acuosos, por su fácil degradación con los factores del ambiente y no deja residuos en los productos agrícolas cosechados

#### Cultivos trampa
Son cultivos especiales de plantas con el fin de atraer insectos dañinos para mantenerlos alejados de los cultivos principales. Suelen ser plantados en el perímetro del terreno cuyo cultivo se trata de proteger o en forma intercalada.

#### Competidores
Algunos países (Benín y Vietnam) usan la legumbre trepadora Mucuna pruriens para controlar a Imperata cylindrica, una gramínea que puede llegar a ser problemática. La enredadera es sumamente vigorosa y suprime a las plantas vecinas por competencia de espacio y luz. Mucuna pruriens no es considerada invasora fuera de su área natural de cultivo. Se puede usar Desmodium uncinatum para detener el avance de la planta parasítica Striga.

### Depredadores

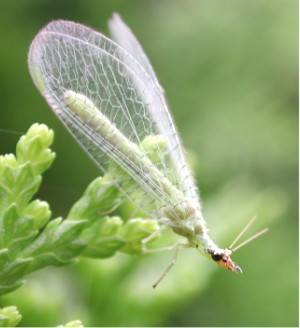
Es posible comprar crisópidos para control biológico.

En general los depredadores son especies que consumen directamente un gran número de presas en el curso de su vida. Una desventaja de los depredadores como controles biológicos es que no son especializados y pueden atacar a especies beneficiosas también. Los coccinélidos, en particular sus larvas que suelen ser muy activas en los meses de mayo a julio en el hemisferio norte, son depredadores de pulgones o áfidos, ácaros, insectos escama, cochinillas de la harina y también huevos, larvas y pupas de insectos, incluyendo los de su misma especie. Coleomegilla maculata puede alimentarse de las larvas del escarabajo de la patata (Leptinotarsa decemlineata).
Las larvas de muchas moscas sírfidas (las de la subfamilia Syrphinae) se alimentan preferentemente de áfidos. Una larva puede llegar a comer 400 en el curso de su vida. Aún no se ha estudiado su eficiencia en cosechas comerciales.

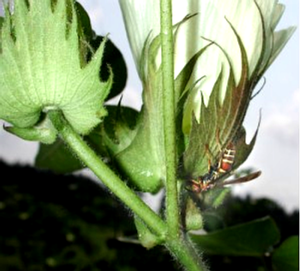
Avispa depredadora Polistes buscando orugas en planta de algodón

Varias especies de nematodes son importantes depredadores de insectos u otros invertebrados que son plagas. Phasmarhabditis hermaphrodita es un nematode microscópico que se alimenta de babosas. Su ciclo vital es complejo. Incluye un estadio libre, infeccioso en el suelo donde se asocia con su simbionte, una bacteria patogénica, tal como Moraxella osloensis. El nematode penetra la babosa por la parte posterior del manto y a continuación se alimenta de sus entrañas, donde también se reproduce. Pero es la bacteria que mata a la babosa. El nematode está a la venta en Europa y se aplica con agua de riego al suelo húmedo.
Las siguientes especies se usan en el control de ácaros de la familia Tetranychidae: Phytoseiulus persimilis, Neoseilus californicus, y Amblyseius cucumeris, el mosquito depredador Feltiella acarisuga, y un coccinélido Stethorus punctillum. El antocórido Orius insidiosus también se usa contra Tetranychus urticae y contra el tisanóptero Frankliniella occidentalis.

### Parasitoides

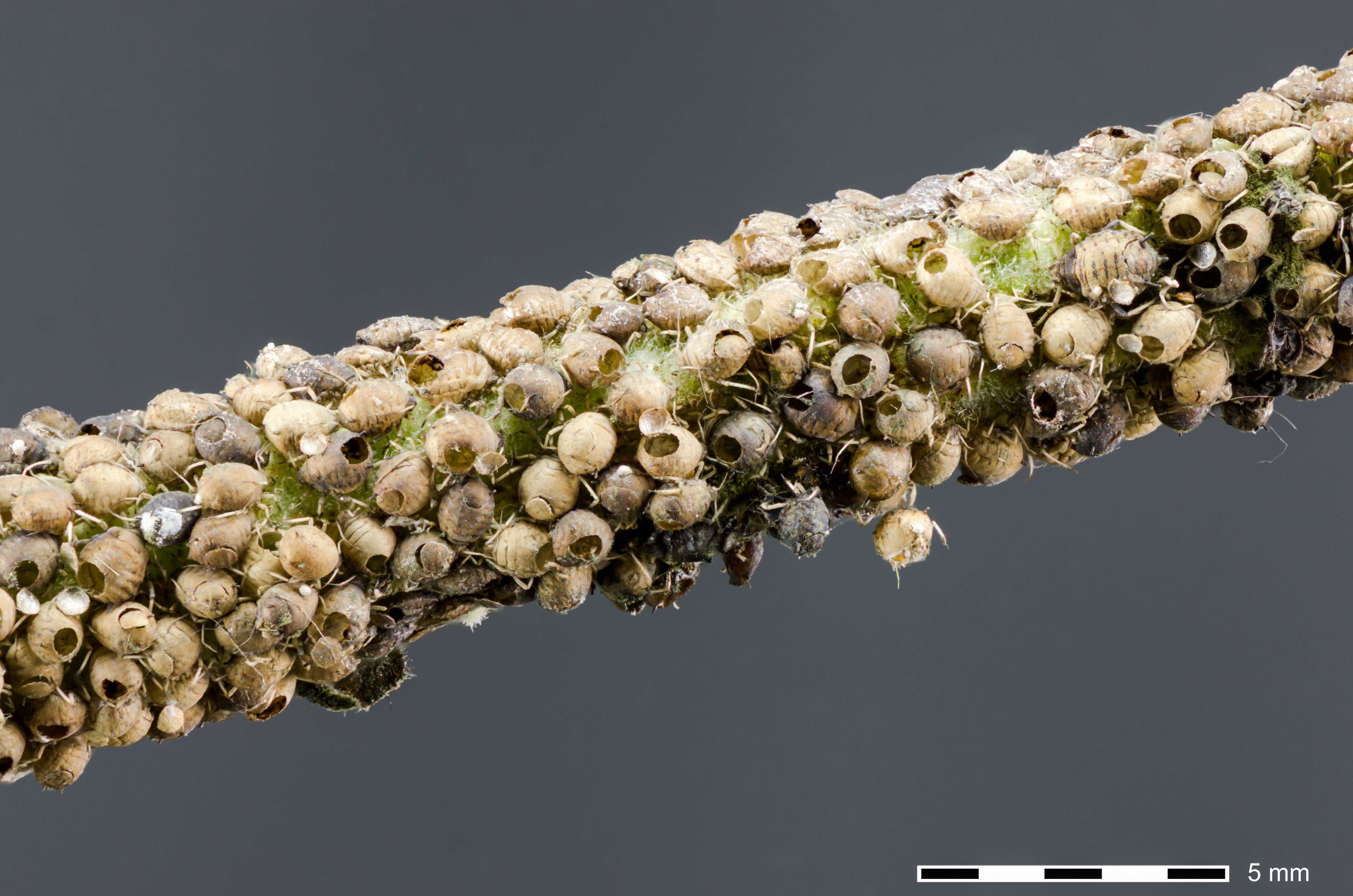
"Momias" de Aphis fabae atacados por una avispa parasitoide

Una de las ventajas de los parasitoides como controles biológicos es que la mayoría son específicos y en general no atacan a otras especies. Los parasitoides ponen sus huevos dentro, encima o cerca de su huésped. La larva usa a este huésped como alimento y termina matándolo en la gran mayoría de los casos. Los parasitoides más comunes pertenecen a los órdenes Hymenoptera y Diptera. Los parasitoides de Hymenoptera pertenecen a Parasitica que incluye varias superfamilias, como Ichneumonoidea. Entre las moscas o dípteros, la familia Tachinidae está compuesta totalmente de parasitoides.

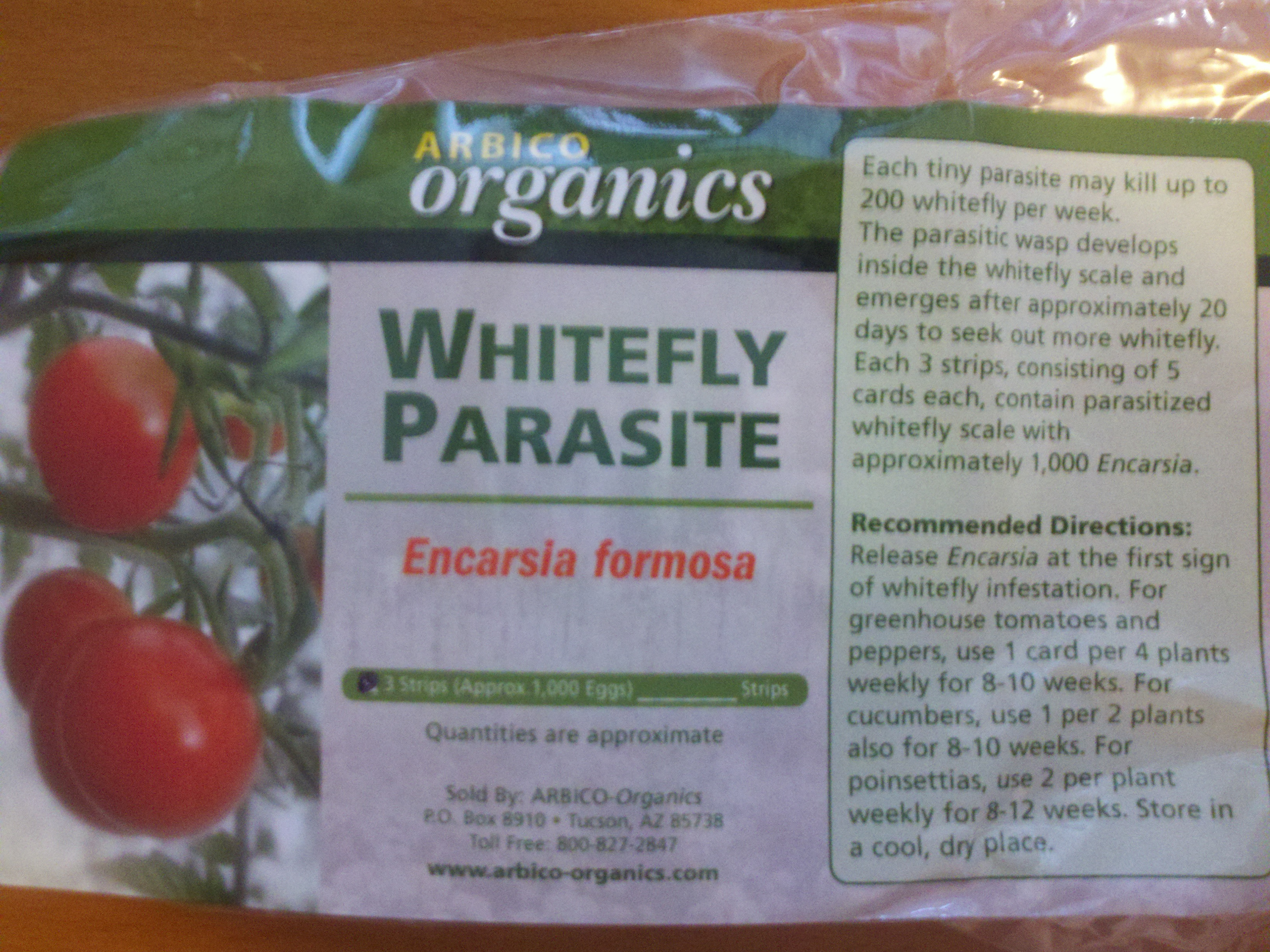
Encarsia formosa fue uno de los primeros controles biológicos en uso.

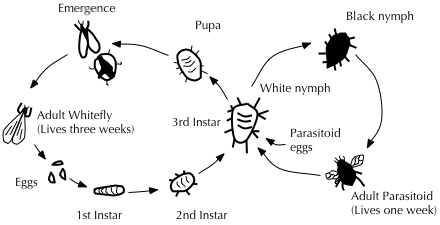
Ciclo vital de la mosquita de invernaderos y de su parasitoide, la avispa Encarsia formosa

Encarsia formosa es una pequeña avispa afelínida que parasita a la mosquita blanca, un hemíptero causante de la enfermedad llamada fumagina en plantas de invernadero. Es efectiva en casos de baja infección confiriendo protección prolongada. La avispilla pone sus huevos en la ninfa de la mosquita blanca, que se vuelve negra a medida que crece el parasitoide.
Gonatocerus ashmeadi (Hymenoptera: Mymaridae) ha sido introducido para controlar al cicadélido Homalodisca vitripennis en la Polinesia Francesa y ha controlado a esta plaga en un ~95% de la densidad.
Los miembros del género Cotesia parasitan a muchas orugas consideradas plagas. Cotesia glomerata ha sido introducida en algunos países para el control de los gusanos de las coles como Pieris rapae.
La mosca taquínida de las Américas, Trichopoda pennipes, parasita numerosos hemípteros como la chinche verde, Nezara viridula, y otros Coreidae. Ha sido introducida en Europa y África para el control de ciertas plagas. Compsilura concinnata fue uno de los controles biológicos más tempranos, fue introducida en Norteamérica en 1906 para combatir a la polilla gitana asiática Lymantria dispar. Lamentablemente esta mosca también parasita a muchas especies nativas de polillas, poniéndolas en peligro de extinción.

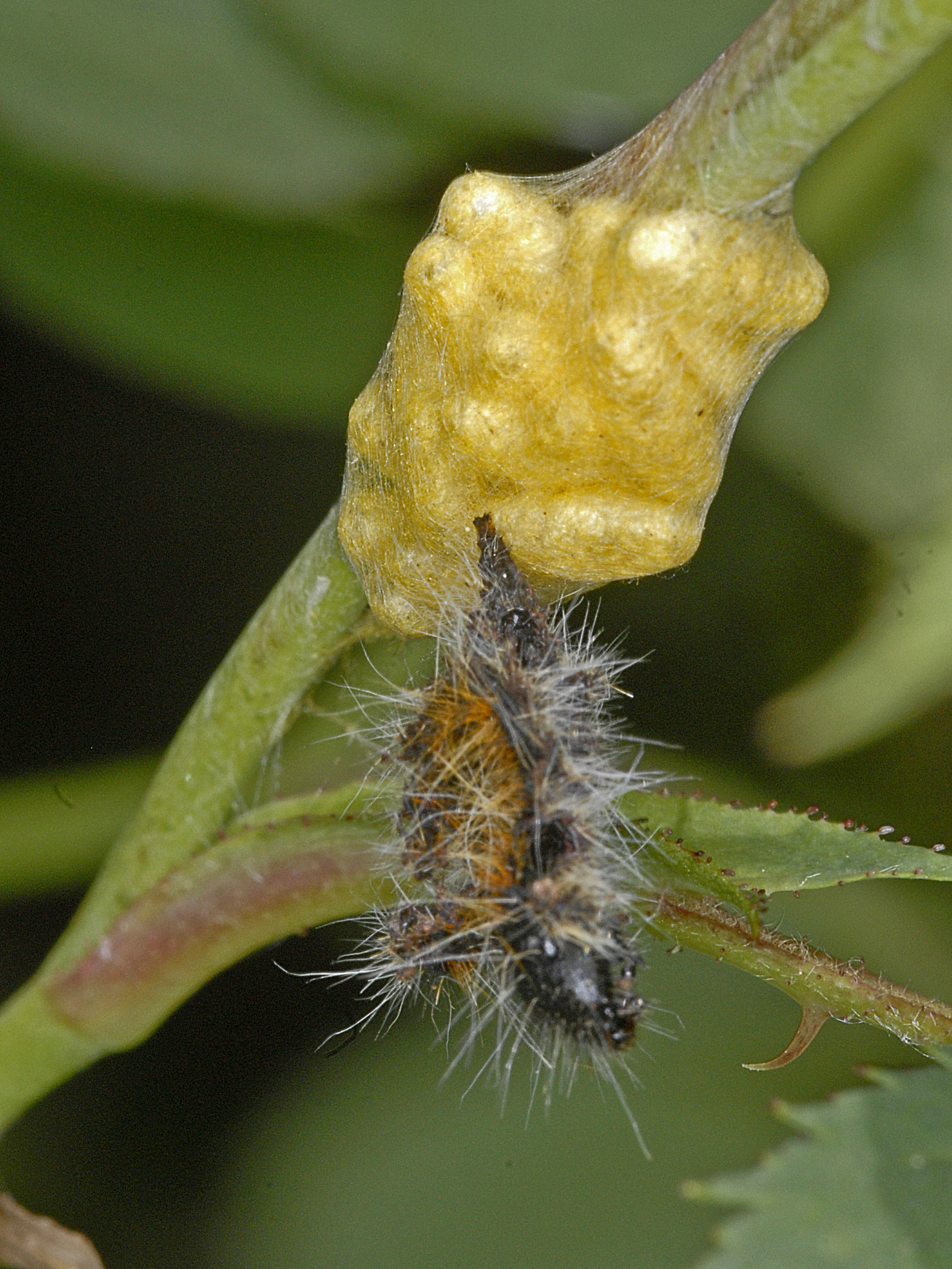
Pupas de Cotesia glomerata con los restos de una oruga parasitada

Los parasitoides son posiblemente los controles biológicos más usados. Las consecuencias perjudiciales de la introducción de controles biológicos a otros países, como en el caso de Compsilura concinnata, han llevado a regulaciones más estrictas. Es necesario saber que el parasitoide ataca solamente a la especie plaga y no a otras especies que pueden ser beneficiosas o neutras.
Comercialmente hay dos sistemas de cría: a corto plazo con alta producción diaria de parasitoides por día y a largo plazo con baja producción diaria, con una producción entre 4 y 1000 millones de hembras parasitoides por semana. Ciertos centros de producción cultivan parasitoides todo el año; otros lo hacen sólo durante una estación. Generalmente los parasitoides son criados en lugares lejos de los centros de uso. El transporte puede ser problemático, por el control de la temperatura o aún las vibraciones de aviones o camiones.

### Controles de malezas
Un número de plantas introducidas intencional o accidentalmente a regiones más allá de su área de distribución tienden a convertirse en plagas. Se pueden usar algunos insectos herbívoros para su control. El camalote de Sudamérica se ha convertido en una seria plaga en los Estados Unidos y en el Lago Victoria de África. Varias especies de insectos se usan para su control. Los gorgojos  Neochetina bruchi y Neochetina eichhorniae y la polilla Niphograpta albiguttalis sirven para este fin.
Varios gorgojos, entre ellos Larinus planus, se usan para controlar a Cirsium arvense (cardo cundidor), así como una mosca Tephritidae, Urophora cardui.

### Patógenos
Los microorganismos patogénicos incluyen bacterias, hongos y virus. Matan o debilitan a sus huéspedes y son relativamente específicos. Existen una variedad de enfermedades microbianas de los insectos. Algunas pueden ser usadas como plaguicidas biológicos. Cuando estas infecciones ocurren naturalmente, pueden causar epidemias sobre la base de la densidad de las poblaciones del insecto en cuestión.

#### Bacterias
Las bacterias usadas como controles biológicos infectan a los insectos por vía digestiva, por eso a veces proporcionan limitadas opciones para controlar a los insectos con piezas bucales chupadoras como los áfidos y los insectos escamas. Bacillus thuringiensis es la especie de bacteria más ampliamente usada, con cuatro subespecies, por lo menos, usadas para controlar mariposas y polillas, escarabajos, moscas y otros insectos plaga. Se puede comprar la bacteria en saquitos de esporas secas. Se las mezcla con agua y fumiga en las plantas vulnerables, como canola y árboles frutales. B. thuringiensis también se usa en algunos cultivos para hacerlos resistentes a estas plagas y para reducir el uso de plaguicidas. La bacteria grampositiva,  Paenibacillus popilliae es útil en el control del escarabajo japonés en los países donde se ha convertido en una plaga invasiva porque los infecta, matando a la larva. Es muy específica y no afecta a otras especies de invertebrados o vertebrados.

#### Hongos

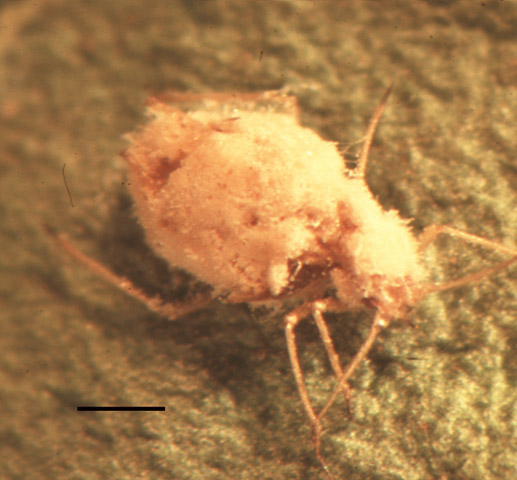
Pulgón del melocotonero o Myzus persicae, (además de ser dañino es también un vector de virus de las plantas) atacado por el hongo Pandora neoaphidis (Zygomycota: Entomophthorales) Escala = 0,3 mm.

Los hongos entomopatógenos, que causan enfermedades en los insectos, incluyen por lo menos 14 especies que atacan a los áfidos. Beauveria bassiana es producido en gran escala y se usa para el control de una variedad de insectos plagas, incluyendo a la mosquita blanca, tisanópteros, áfidos y gorgojos. Varias especies de Lecanicillium se usan contra la mosquita blanca, los tisanópteros y los áfidos. Metarhizium spp. sirven para el control de escarabajos, langostas migratorias y otros saltamontes, Hemiptera y ácaros. Paecilomyces fumosoroseus sirve para controlar a las mosquitas blancas, tisanópteros y áfidos. Purpureocillium lilacinus se usa contra los nematodes del género Meloidogyne.
89 especies de Trichoderma se usan contra patógenos de las plantas. Trichoderma viride se ha usado contra la grafiosis o enfermedad holandesa del olmo y también tiene efecto contra Chondrostereum purpureum un hongo de los árboles frutales.
Los hongos Cordyceps y Metacordyceps se emplean contra una variedad de artrópodos.Entomophaga sirve para controlar al áfido Myzus persicae.
Se han estudiado varios miembros de Chytridiomycota y Blastocladiomycota como posibles controles biológicos.

#### Virus
Los Baculovirus son específicos de ciertas especies de huéspedes. Algunos son útiles como controles biológicos. Por ejemplo el virus de Lymantria dispar se ha usado para el control de la polilla Lymantria dispar en grandes extensiones de bosques de Norteamérica donde este insecto causa severa defoliación. Las orugas mueren después de ingerir el virus. Los virus permanecen en el cadáver y el follaje, así pueden ser transmitidos a otras orugas.
Un virus de los mamíferos, virus de la neumonía hemorrágica vírica ha sido introducido en Australia y Nueva Zelanda en un esfuerzo por controlar la población del conejo europeo.

### Beneficios de los controles biológicos
A diferencia de los agroquímicos o plaguicidas convencionales derivados del petróleo, los controles biológicos ofrecen independencia y sostenibilidad a los cultivadores sin la necesidad de contaminar mantos freáticos o aguas superficiales y sin perjudicar a los suelos estructuralmente.